# Бревилье
Бревилье́ (фр. Brevilliers) — коммуна во Франции, находится в регионе Франш-Конте. Департамент — Верхняя Сона. Входит в состав кантона Эрикур-Эст. Округ коммуны — Люр.
Код INSEE коммуны — 70096.

## География
Коммуна расположена приблизительно в 360 км к юго-востоку от Парижа, в 70 км северо-восточнее Безансона, в 50 км к востоку от Везуля.

## Население
Население коммуны на 2010 год составляло 641 человек.
| 1962 | 1968 | 1975 | 1982 | 1990 | 1999 | 2010 |
| ---- | ---- | ---- | ---- | ---- | ---- | ---- |
| 447  | 534  | 564  | 567  | 581  | 564  | 641  |

## Экономика
В 2010 году среди 376 человек трудоспособного возраста (15—64 лет) 272 были экономически активными, 104 — неактивными (показатель активности — 72,3 %, в 1999 году было 58,8 %). Из 272 активных жителей работали 252 человека (136 мужчин и 116 женщин), безработных было 20 (9 мужчин и 11 женщин). Среди 104 неактивных 30 человек были учениками или студентами, 41 — пенсионерами, 33 были неактивными по другим причинам.

## Достопримечательности
- Дольмен (эпоха неолита). Исторический памятник с 1979 года[3]

## Фотогалерея
- Протестантская церковь
- Школа
- Фонтан
- Общественная прачечная
- Дольмен